# Artère ciliaire
Les artères ciliaires sont divisibles en trois groupes :
- Les artères ciliaires postérieures courtes, au nombre de six à douze, proviennent de l'artère ophtalmique lorsqu'elle croise le nerf optique.
- Les artères ciliaires postérieures longues, deux pour chaque œil, traversant la partie postérieure de la sclérotique à peu de distance du nerf optique.
- Les artères ciliaires antérieures dérivent des branches musculaires de l'artère ophtalmique.

## Galerie

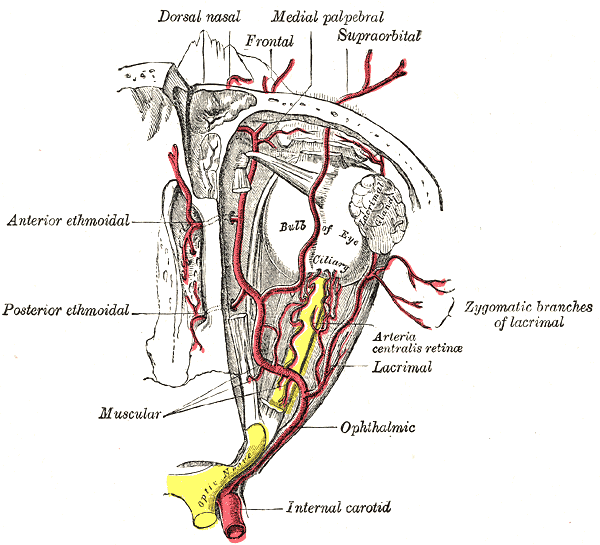
L'artère ophtalmique et ses branches.
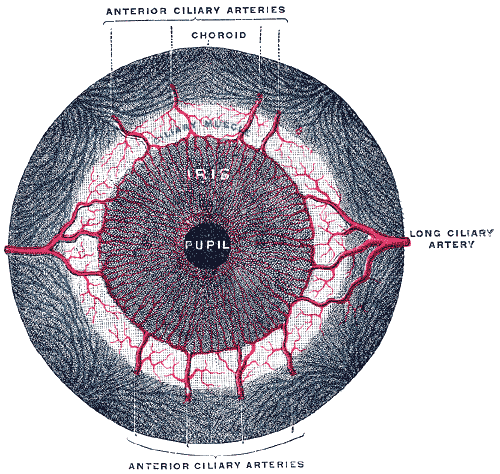
Iris, vue de face.
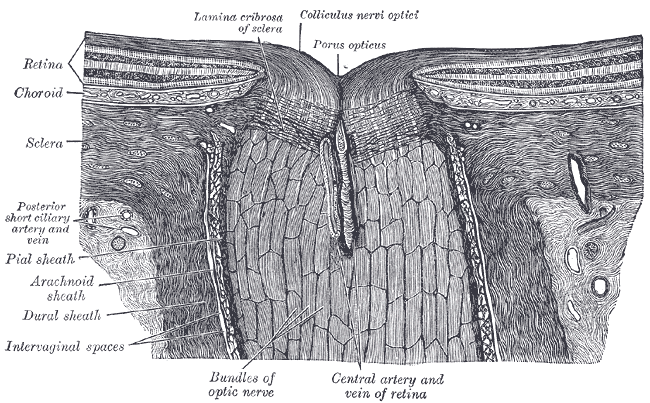
La partie terminale du nerf optique et son entrée dans le globe oculaire, en coupe horizontale.